# Federazione di pattinaggio della Germania
La Federazione di pattinaggio della Germania (deː Deutscher Rollsport-und Inline- Verband e. V.) è l'organo nazionale tedesco che governa e gestisce tutti gli sport rotellistici ed ha lo scopo di organizzare, disciplinare e sviluppare tali discipline.

L'ente ha la sede a Heroldstatt.

L'attuale presidente è Harro Strucksberg.

## Discipline
Le discipline ufficialmente affiliate alla federazione sono le seguenti:
- Hockey su pista
- Hockey in linea
- Pattinaggio freestyle
- Pattinaggio artistico
- Pattinaggio corsa
- Skateboard
- Skiroll